# Marta Balletbò-Coll
Marta Balletbò (Hospitalet de Llobregat, Barcelona, España, 1960) es una actriz, directora, productora y guionista de cine española.

## Biografía
Marta Balletbò-Coll se licenció en química analítica en la Facultad de Química de la Universidad de Barcelona, trabajó como periodista entre 1982 y 1986, y posteriormente se trasladó a los Estados Unidos, donde estudió un máster (MFA) en dirección de Cine en la Universidad de Columbia de Nueva York gracias a una beca Fulbright-LaCaixa.

## Actividad cinematográfica
Después de trabajar como creativa publicitaria en diversas agencias estadounidenses fundó con Ana Simón Cerezo la productora de cine Costabrava Films, con la que consiguió realizar el año 1995 su primera película, Costa Brava, que tuvo gran éxito en el Festival Internacional de Cine LGBT de San Francisco y narra una historia de amor cargada de ironía.
En 2006 fue galardonada con el Premio Nacional de Cine de Cataluña, concedido por la Generalidad de Cataluña, por la realización de su película Sévigné.

## Películas como directora
- 2004: Sévigné
- 1998: Cariño, he enviado los hombres a la luna!
- 1995: Costa Brava
- 1992: Intrepidíssima (cortometraje)
- 1991: Harlequin Exterminator (cortometraje)

### Nominaciones
Premios Butaca
| Año  | Categoría               | Película | Resultado |
| ---- | ----------------------- | -------- | --------- |
| 2005 | Mejor película catalana | Sévigné  | Ganadora  |
| 2003 | Mejor actriz catalana   | Sévigné  | Candidata |